# Unni av Hamburg
Unni, död 936 i Birka, var en tysk katolsk präst och ärkebiskop av Hamburg-Bremens ärkestift 916–936. Han ska ha dött som missionär i Birka, där han försökte fortsätta ärkebiskop Ansgars arbete. 
Adalvard den yngre ska enligt Adam av Bremen förgäves ha sökt efter biskop Unnis grav i det öde Birka. Enligt Adam blev hans kropp begravd i Birka men huvudet i Bremer Dom. När altaret revs 1840 hittade återfanns en blyplatta med inskriptionen "VNNIS ARCHIEP(is)-C(opus)". Efter Ansgar och Rimbert av Turholt, som fått epiteten "Nordens apostel" respektive "Nordens andre apostel"  brukar Unni ibland hänvisas "Nordens tredje apostel" och som helgon.